# Władysław Lejczak
Władysław Lejczak (ur. 10 maja 1926 w Teofilówce pow. Trembowla, zm. 8 kwietnia 2017) – polski żołnierz, uczestnik II wojny światowej, działacz kombatancki.

## Życiorys
Jako żołnierz Armii Krajowej, a następnie w szeregach 1 Samodzielnej Brygady Kawalerii, brał udział w II wojnie światowej. W 1948 ukończył Oficerską Szkołę Piechoty we Wrocławiu. Skierowany do Wojsk Ochrony Pogranicza. Służył w Karpackiej i Sudeckiej Brygadzie WOP. Po ukończeniu kursu dowódców pułków Akademii Sztabu Generalnego został zastępcą dowódcy batalionu granicznego Nowy Targ. W 1960 objął dowództwo batalionu granicznego Lubań Łużyckiej Brygady WOP. W 1966 kończy kurs Obrony Cywilnej. Zaocznie kończy studia. W latach 1975–1986 był szefem Inspektoratu Obrony Cywilnej we Wrocławiu. Po przejściu na emeryturę działał w środowisku kombatanckim między innymi jako prezes Związku Byłych Żołnierzy Zawodowych i Oficerów Rezerwy Wojska Polskiego im. Ziemi Oleśnickiej. Mieszkał w Oleśnicy.

## Wybrane odznaczenia
- Order Virtuti Militari V klasy[3][4],
- Order Odrodzenia Polski V klasy[3],
- Krzyż Partyzancki[3]
- Krzyż Armii Krajowej[3],
- Medal za Warszawę 1939–1945[3],
- Medal za Odrę, Nysę, Bałtyk[3],
- Medal „Za udział w walkach o Berlin”[3]